# Corrector
Pour les articles homonymes, voir Correcteur.
Le corrector (ou correcteur) est un sénateur chargé de mission par l'empereur romain pour redresser la gestion de cités (le mot est dérivé du verbe latin corrigĕre, signifiant « une action de rectifier, de corriger une faute »). Dans la période du Bas-Empire romain, c'est un gouverneur civil préposé à l'administration d'une province.

## Haut-Empire
À partir du règne de Trajan, des sénateurs de rang prétorien ou consulaire sont chargés par l'empereur de la remise en ordre de la gestion de cités libres d'une province telle que l'Achaïe ou  d'une subdivision de province comme le diocèse de Pergame. Ils portent des titres divers, en particulier celui de corrector. Les cités concernées sont autonomes et donc hors de la gestion directe du gouverneur de la province, et les nominations de correcteurs se font à titre exceptionnel, donc sans mise en cause du statut privilégié des cités. Les correcteurs ont des pouvoirs similaires à ceux des curateurs de cités, et au moins dans certains cas des pouvoirs judiciaires que n'ont pas les curateurs de cités.

## Bas-Empire
Sous Aurélien, un correcteur ayant compétence pour toute l'Italie est nommé au-dessus des juridicii. Ensuite sous Probus ou sous Carus, l'Italie est divisée en deux circonscriptions avec un correcteur chacune, ce qui rapproche son administration de celles des provinces.
Dans la  Notitia dignitatum, un document qui rapporte la subdivision administrative de l'Empire romain d'Occident entre l'an 395 et l'an 400 et celui de l'Empire romain d'Orient entre l'an 395 et l'an 420, sont énumérés les correctores suivants :
- En Italie, sous le vicaire de l'Italie Suburbicaire :
  - Le corrector Apuliae et Calabriae ;
  - Le corrector Lucaniae et Bruttiorum ;
- Le corrector Saviae en Pannonie ;
- Le corrector Augustamnicae en Égypte ;
- le corrector Paphlagonie en Asie Mineure.

Septimius Odaenathus est un corrector particulier. Ce général romain qui a défendu les provinces orientales des attaques des Sassanides après la mort de l'empereur Valérien, grâce à ses victoires s'est assuré un pouvoir quasi independant et de fait il a été nommé corrector totius Orientis (« Correcteur de tout l’Orient ») par l'empereur Gallien.

## Sources
- (it) Cet article est partiellement ou en totalité issu de l’article de Wikipédia en italien intitulé « Corrector » (voir la liste des auteurs).